# 장서인
장서인(藏書印)은 서화 등의 소유, 소장자가 해당 서화 등에 본인 소유 및 소장을 밝히고자 찍은 도장이다.

## 개요
고서에는 수장자의 소유 표시나 수장을 기념하기 위하여 장서인이 찍혀 있는 경우가 많다. 이 장서인의 주인공을 확인하면 간행 시기를 파악하는 데에 큰 도움이 된다. 

## 서지학에서의 장서인
어떤 경우는 그 시대의 인장인 것처럼 교묘하게 위조하여 찍어 놓은 경우도 있다. 이 경우 인주의 색 또는 장서인이 찍힌 위치를 보고 식별할 수 있다. 인주 색은 책지에 날인한 다음 세월이 흐름에 따라 미묘한 변화가 생긴다는 점에 착안하면 후세에 인장을 위조하여 찍었는지 여부를 판단할 수 있다. 또 옛날에는 첫 수장자가 장서인을 찍을 때 보통 책머리 첫 행에 있는 제목 하단이나 권말의 제목 끝부분에 날인하였으므로 장서인의 위치를 자세히 살펴볼 필요도 있다. 

## 참고 문헌
- 서지학개론 편찬위원회 《서지학개론》 도서출판 한울, 2004년